# Menippe rumphii
Menippe rumphii is een krabbensoort uit de familie van de Menippidae. De wetenschappelijke naam van de soort is voor het eerst geldig gepubliceerd in 1798 door Fabricius.